# L'Adoration des mages (Brueghel, 1564)
Pour les articles homonymes, voir L'Adoration des mages (homonymie).
L'Adoration des mages est un tableau peint par le peintre brabançon   Pieter Brueghel l'Ancien en 1564. Il est conservé à la National Gallery à Londres.
Il s'agit d'un des rares tableaux de Pieter Brueghel l'Ancien qui adopte le format portrait plutôt que le format paysage qui lui est coutumier.
L'Adoration des mages a été représentée plusieurs fois par Brueghel : une première fois en 1556 sous le titre L'Adoration des mages, puis en 1563 ou 1567 (datation incertaine) sur une autre huile sur panneau de bois intitulée L'Adoration des mages dans un paysage d'hiver.

## Description
Ce tableau marque une rupture dans l'œuvre de Brueghel puisqu'il s'agit de son premier tableau composé presque exclusivement de personnages en pied,. La représentation des personnages en groupe, empruntée à des peintres italiens maniéristes comme Parmigianino, permet à Brueghel de distinguer les visages en donnant à chacun d'eux une expression singulière, parfois grotesque.
Bien que Brueghel s'inspire de la composition italienne, son insistance sur la singularité de chaque visage couplée au manque d’intérêt qu'il porte à la représentation de la beauté idéale à l'italienne montre qu'il en fait une utilisation différente de celle des peintres italiens de l'époque. Son but premier est ainsi d'enregistrer la gamme et l’intensité des réactions individuelles face à l’événement sacré.
L'œuvre représente les trois Mages offrant leurs cadeaux à l'Enfant Jésus : Gaspard, le plus âgé, est agenouillé tandis que Melchior, représenté sous les traits d'un homme mûr, s'incline sur la gauche. Balthazar, vêtu de blanc, se tient sur la droite du tableau. Tous sont richement habillés, quoiqu'ils paraissent fourbus après leur long voyage. Les trois Mages représentent les trois âges de l'homme — la vieillesse, la maturité et la jeunesse — ainsi que les trois continents connus à l'époque - l'Europe, l'Asie et l'Afrique. Gaspard, l'homme aux cheveux blancs, représente l'Europe et porte une veste rose brodée de fils d'or et d'hermine sur une robe verte. Il présente un récipient d'or en forme de trèfle dont le couvercle à trois lobes a été enlevé pour laisser voir les pièces d'or qu'il contient. Melchior, l'homme d'âge mûr, qui représente l'Asie, porte une veste rouge sur une robe bleue ; sa coupe d'or, qui contient de l'oliban, est encore fermé. Balthazar, traditionnellement représenté sous les traits d'un homme noir qui symbolise l'Afrique, se tient sur la droite et porte une longue robe blanche assortie de bottes rouges et pointues. Sa tête est ceinte d'une couronne radiée. La myrrhe qu'il offre à l'Enfant Jésus se trouve dans un récipient d'or auquel on a donné la forme d'un vaisseau.
Au centre de la scène, l'Enfant Jésus est enveloppé dans un linge blanc, assis sur les genoux de sa mère, la Vierge Marie, vêtue du manteau bleu avec lequel elle est couramment représentée. Un âne broute de la paille dans l'ombre, à l'intérieur de l'étable délabrée devant laquelle elle est assise. Derrière elle se tient Joseph, qui écoute l'un des trois hommes près de lui (peut-être sont-ils les bergers). Détail assez inhabituel, la scène inclut une foule de soldats qui peut faire écho à la situation politique des Pays-Bas au moment de la composition de l'œuvre. À la droite de Joseph se tiennent ainsi deux soldats à l'allure menaçante : l'un, casqué, porte une cotte de mailles couverte d'un justaucorps de cuir tandis que l'autre tient une arbalète. Une flèche est plantée dans son chapeau. Derrière ces deux soldats se trouve une foule de curieux, dont beaucoup portent des casques de métal. La présence des soldats, l'arbalète en forme de croix et le linge dans lequel est enveloppé l'Enfant Jésus préfigurent la Crucifixion.
La scène se déroule durant une froide journée d'hiver, comme le montrent les vêtements chauds que portent les personnages (par exemple, la fourrure qui entoure les poignets de Marie).
La plupart des personnages sont étirés et leurs visages caricaturés au point d'être grotesques. Marie n'est pas dépeinte de manière idéalisée.
La peinture donne une impression d'étouffement : les personnages sont regroupés, presque entassés les uns sur les autres et le point de vue occupé par le spectateur, légèrement en hauteur par rapport à la scène, renforce la sensation d'exiguïté. Les couleurs sont vives, bien que le bleu du ciel ait déteint en un gris terne. Bien que l'œuvre ait été réalisée assez vite, comme en témoignent le sol irrégulier et le dessin préparatoire visible en maints endroits, la technique de Bruegel est celle d'un maître. La composition s'inspire d'un triptyque de Jérôme Bosch des années 1485-1500, L'Adoration des mages (Musée du Prado, Madrid), mais également de L'Adoration des rois par Jan Gossaert (conservé à la National Gallery de Londres).
L'œuvre est peinte sur un panneau de chêne, signée et datée en bas à droite : "BVUEGEL M. D. LXIIII". Elle a été réalisée à Bruxelles, durant la période de tensions connue dans les Pays-Bas espagnols avant que n'éclate la Guerre de Quatre-Vingts Ans. Elle était probablement destinée à être un retable, peut-être pour Nicholas Jongelink. Elle a été achetée par l'archiduc Ernest d'Autriche en 1594 et intégrée à la Collection impériale des Habsbourg, puis vendue à un collectionneur privé avant d'être achetée par la National Gallery en 1920 grâce à des fonds provenant de l'association Art Fund et du courtier Arthur Serena.